# Schreiber (Ontario)
Schreiber es un municipio canadiense situado en la provincia de Ontario.

## Superficie
Schreiber tiene una superficie de 35,81 km².

## Demografía
En 2021, tenía 1039 habitantes, una densidad poblacional de 29 hab./km², y 612 viviendas.